# Nokia Lumia 630
El Nokia Lumia 630 es un smartphone de gama baja desarrollado por Nokia, siendo uno de los primeros en funcionar con el nuevo sistema operativo Windows Phone 8.1. Fue anunciado el 2 de abril de 2014 en la BUIlD 2014 de Microsoft junto con el Nokia Lumia 635 y el Nokia Lumia 930. Este modelo dispone de un procesador Qualcomm Snapdragon 400 de cuatro núcleos a 1.2 GHz, una pantalla de 4.5" y una cámara de 5 megapixeles sin flash led; existen dos versiones del 630, una con mono-SIM y otra con dual-SIM.
A diferencia de otros Lumias, el 630 no posee el botón exclusivo para la cámara, y los tres botones de navegación (retroceso, inicio y buscador Bing) están integrados en la pantalla táctil.
El Nokia Lumia 635 es igual pero tiene conectividad 4G.
El 2 de marzo de 2015, Microsoft presentó su sucesor, el Microsoft Lumia 640, con las mejoras: pantalla mejorada de alta resolución 1280 x 720 HD, 1GB de RAM, cámara de 8mpx con grabación de vídeo 1080p y flash led, cámara frontal para hacer videoconferencias y tomar autofotos, batería más grande de 2500 mAh, Office 365, Microsoft Outlook y actualizable a Windows 10.

## Problemas conocidos
La variante de doble SIM tiene problemas de pérdida de audio durante las llamadas.
La pantalla tiene un problema de oscurecimiento en el borde superior.